# Кульсаринська міська адміністрація
Кульсари́нська міська адміністрація (каз. Құлсары қаласы әкімдігі, рос. Кульсаринская городская администрация) — адміністративна одиниця у складі Жилиойського району Атирауської області Казахстану. Адміністративний центр та єдиний населений пункт — місто Кульсари.
Населення — 64458 осіб (2021; 51097 у 2009, 38518 у 1999, 32652 у 1989).